# Ante Vukušić
Ante Vukušić (* 4. Juni 1991 in Sinj) ist ein kroatischer Fußballspieler.

## Karriere

### Im Verein
Vukušić startete seine Karriere in der Jugend seines Heimatklubs Junak Sinj. 2007 wechselte er in die Jugendabteilung des achtmaligen kroatischen Meisters Hajduk Split.
Im Januar 2009 unterzeichnete er einen Fünfjahresvertrag bei Hajduk Split. Sein Debüt gab er am 22. April 2009 beim 5:0-Sieg gegen NK Croatia Sesvete. Sein erstes Tor für Split erzielte er in der Saison 2008/09 gegen Dinamo Zagreb. Seit der Saison 2009/10 ist er Stammspieler bei Split. Gegen den italienischen Verein Inter Mailand erzielte Vukušić in der Europa-League-Qualifikation zur Saison 2012/13 ein Tor (Elfmeter) zum 2:0-Auswärtssieg. Wegen der 0:3-Niederlage im Hinspiel schied Hajduk Split dennoch aus.
Im Sommer 2012 wechselte Vukušić für 5 Mio. Euro zum italienischen Erstligisten Delfino Pescara 1936 und unterschrieb einen Vierjahresvertrag. Sein Debüt gab er am 2. Spieltag gegen den FC Turin. Sein erstes Tor schoss er am 16. Spieltag beim 2:0-Sieg über den FC Genua.
Nach dem Abstieg Pescaras wurde er zweimal verliehen, bevor im Oktober 2015 sein Vertrag endgültig aufgelöst wurde. Im Januar 2016 wechselte er nach Deutschland zum Zweitligisten SpVgg Greuther Fürth. Auch dort endete sein Vertrag vorzeitig, nachdem es am 15. März 2017 zu einer Vertragsauflösung gekommen war.
Im Juli 2017 wechselte Vukušić zum russischen Erstliga-Aufsteiger FK Tosno. Wegen einer hartnäckigen Lungenerkrankung (Pneumothorax) bestritt er bis zum Ende des Jahres noch kein Spiel für seinen neuen Verein in der Premier Liga. Über die weiteren Stationen Olimpia Grudziądz und NK Krško kam er 2019 zu Olimpija Ljubljana, wo er Torschützenkönig der Slovenska Nogometna Liga 2019/20 wurde.

### Nationalmannschaft
Vukušić durchlief von der U-18 an alle U-Nationalmannschaften Kroatiens. Am 15. August 2012 gegen die Schweiz hatte Vukušić seinen bisher einzigen Einsatz in der A-Nationalmannschaft.

## Erfolge
- Kroatischer Pokalsieger: 2010